# Paulo César Motta Donis
Paulo César Motta Donis, Paulo Cesar (Città del Guatemala, 29 marzo 1982) è un calciatore guatemalteco, portiere del Dep. Coatepeque.